# Lithogloea
Lithogloea is een geslacht van haften (Ephemeroptera) uit de familie Teloganodidae.

## Soorten
Het geslacht Lithogloea omvat de volgende soorten:
- Lithogloea harrisoni